# Станюкович, Алексей Владимирович
Алексей Владимирович Станюкович (1912—1996) — учёный-металлург, доктор технических наук (1964). Кавалер ордена Красной Звезды, ордена Ленина.

## Биография
Родился 1 октября 1912 г. в Петербурге. Отец - В. К. Станюкович. Окончил Индустриальный институт (позже переименованный в Политехнический) в 1937 г. После окончания института работал в Центральном Котлотурбинном институте. Участник боевых действий в Великой Отечественной войне 1941—1945 гг., окончил войну в чине майора.
Доктор технических наук (1964). Профессор (1966).
Основатель научной школы материаловедов-прочнистов института. Создатель Отдела новых материалов и сплавов, а также экспериментальной базы института в области в области исследований жаропрочных и коррозионно механических свойств материалов. Впервые осуществил систематические эксперименты на длительную прочность материалов, выявил температурные зависимости реономных свойств этих материалов, создал первый в стране банк данных по характеристикам жаропрочности материалов, применяемых в энергомашиностроении. Впервые обосновал деформационные критерии оценки склонности жаропрочных материалов и сварных соединений к хрупким локальным разрушениям при высоких температурах.
Создал уникальное оборудование для оценки деформационной способности материалов в широком диапазоне температур.